# Svedjetjärnen, Medelpad
Svedjetjärnen är en sjö i Sundsvalls kommun i Medelpad och ingår i Ljungans huvudavrinningsområde. Sjön är 5,1 meter djup, har en yta på 0,141 kvadratkilometer och befinner sig 54,3 meter över havet. Sjön avvattnas av vattendraget Stångån.

## Delavrinningsområde
Svedjetjärnen ingår i det delavrinningsområde (690030-157874) som SMHI kallar för Utloppet av Svedjetjärnen. Medelhöjden är 87 meter över havet och ytan är 3,06 kvadratkilometer. Räknas de 14 avrinningsområdena uppströms in blir den ackumulerade arean 128,43 kvadratkilometer. Stångån som avvattnar avrinningsområdet har biflödesordning 2, vilket innebär att vattnet flödar genom totalt 2 vattendrag innan det når havet efter 15 kilometer. Avrinningsområdet består mestadels av skog (75 procent) och jordbruk (12 procent). Avrinningsområdet har 0,12 kvadratkilometer vattenytor vilket ger det en sjöprocent på 3,9 procent.